# Tim Conway
Thomas Daniel "Tim" Conway (Willoughby (Ohio), 15 december 1933 - Los Angeles (Californië), 14 mei 2019) was een Amerikaans acteur en scenarioschrijver. Hij won in 1976 de Golden Globe voor beste bijrolspeler op televisie (gedeeld met Ed Asner en Mary Tyler Moore) voor het spelen van verschillende personages in het variétéprogramma The Carol Burnett Show. Daarnaast won hij in 1973, 1977 (allebei voor The Carol Burnett Show), 1978 (één als schrijver van én een als acteur in The Carol Burnett Show) , 1996 (voor een tweevoudige gastrol in de komedieserie Coach) en 2008 (voor een eenmalige gastrol in de komedieserie 30 Rock) samen zes Primetime Emmy Awards.
Conway kreeg in 1989 een ster op de Hollywood Walk of Fame. Zijn voornaam luidt eigenlijk Thomas, afgekort Tom. Dit werd Tim om verwarring met acteur Tom Conway (1904-1967) te voorkomen.
Conway werd 85 jaar oud. Hij is begraven in Westwood Village Memorial Park Cemetery.

## Filmografie
*Exclusief 5+ televisiefilms
| - Saving Santa (2013, stem) - Super Buddies (2013, stem) - Treasure Buddies (2012, stem) - Spooky Buddies (2011, stem) - Dorf and the Confession (2011) - Rainbow Valley Heroes (2009) - Santa Buddies (2009, stem) - Garfield's Fun Fest (2008, stem) - Huntin' Buddies (2008) - Buzby and the Grumble Bees (2007) - Scooby-Doo! Pirates Ahoy! (2006, stem) - Hermie & Friends: A Fruitcake Christmas (2005, stem) - Dorf da Bingo King (2001) - The View from the Swing (2000) - O' Christmas Tree (1999) - Air Bud: Golden Receiver (1998) - Speed 2: Cruise Control (1997) | - Dorf on the Diamond (1996) - Dear God (1996) - Dorf Goes Fishing (1993) - The Longshot (1986) - Cannonball Run II (1984) - The Private Eyes (1980) - The Prize Fighter (1979) - The Apple Dumpling Gang Rides Again (1979) - They Went That-A-Way & That-A-Way (1978) - The Billion Dollar Hobo (1977) - The Shaggy D.A. (1976) - Gus (1976) - The Apple Dumpling Gang (1975) - The World's Greatest Athlete (1973) - McHale's Navy Joins the Air Force (1965) - McHale's Navy (1964) |

## Televisieseries
*Exclusief eenmalige gastrollen
- Dragons: Riders of Berk - stem Mulch (2012-2013, veertien afleveringen)
- Hot in Cleveland - Nick (2010-2013, twee afleveringen)
- WordGirl - Verschillende stemmen (2011-2012, drie afleveringen)
- SpongeBob SquarePants - stem Barnacle Boy (1999-2012, veertien afleveringen)
- Yes, Dear - Tom Warner (2001-2005, zeven afleveringen)
- On the Spot - Mr. Henderson (2003, vijf afleveringen)
- Diagnosis Murder - Tim Conrad (1997-1999, twee afleveringen)
- Mad About You - Clerk / Justice of Peace (1999, twee afleveringen)
- Clueless - Mr. Hubley (1997-1998, twee afleveringen)
- Coach - Kenny Montague (1996-1997, twee afleveringen)
- Married... with Children - Ephraim Wanker (1995-1996, vier afleveringen)
- Ace Crawford, Private Eye - Ace Crawford (1983, vijf afleveringen)
- The Carol Burnett Show - Verschillende (1967-1978, 74 afleveringen)
- The Tim Conway Show - Spud Barrett (1970, twaalf afleveringen)
- That's Life - ... (1968, twee afleveringen)
- The Red Skelton Show - Verschillende (1966-1967, twee afleveringen)
- Rango - Rango (1967, zeventien afleveringen)
- McHale's Navy - Charles Parker (1962-1966, 138 afleveringen)
- The New Steve Allen Show - Verschillende (1961, vier afleveringen)
- The Steve Allen Show - Verschillende (1960, drie afleveringen)

## Filmscenario's
*Exclusief kortfilms
- Dorf and the Confession (2011, samen met Pasquale Murena)
- Dorf Goes Fishing (1993)
- The Carol Burnett Show: A Reunion (1993, documentaire, samen met Kenny Solms)
- The Longshot (1986)
- The Private Eyes (1980, samen met [ohn Myhers)
- The Prize Fighter (1979, samen met John Myhers)
- They Went That-A-Way & That-A-Way (1978)
- The Billion Dollar Hobo (1977, samen met Stuart E. McGowan en Roger Beatty)

## Privé
Conway trouwde in 1984 met Charlene Fusco, zijn tweede echtgenote. Eerder was hij van 1961 tot en met 1978 getrouwd met Mary Anne Dalton. Met haar kreeg hij zeven kinderen: Tim Conway Jr., Corey Conway, Jackie Conway, Jamie "Jake" Conway, Pat Conway, Shawn Conway, en Kelly Conway.
- Biblioteca Nacional de España: XX1540911
- Bibliothèque nationale de France: cb14089003k (data)
- Gemeinsame Normdatei: 1186109084
- International Standard Name Identifier: 0000 0000 5934 4669
- Library of Congress Control Number: n85186508
- MusicBrainz: 57d23113-24c4-4f68-8777-04d5c3a1b42c
- Nederlandse Thesaurus van Auteursnamen: 073353906
- Système universitaire de documentation: 238458512
- Virtual International Authority File: 12511967
- WorldCat: E39PBJrC8thG96g9PpKxhWmfMP